# 1272 Gefion
Gefion (asteroide 1272) é um asteroide da cintura principal, a 2,3613115 UA. Possui uma excentricidade de 0,1520009 e um período orbital de 1 697,21 dias (4,65 anos).
Gefion tem uma velocidade orbital média de 17,84899661 km/s e uma inclinação de 8,42684º.
Este asteroide foi descoberto em 10 de Outubro de 1931 por Karl Reinmuth.